# Alcol ossidasi
La alcol ossidasi è un enzima appartenente alla classe delle ossidoreduttasi, che catalizza la seguente reazione:
un alcol primario + O2 ⇄ un'aldeide + H2O2
L'enzima è una flavoproteina (contiene il FAD); agisce lentamente sugli alcoli primari e sugli alcoli insaturi, mentre gli alcoli (a catena ramificata) e secondari non vengono attaccati.